# ماري إيلين ماثيوز
ماري إيلين ماثيوز (بالإنجليزية: Mary Ellen Matthews)‏ هي مصورة أمريكية، ولدت في 1940.

## وصلات خارجية
- ماري إيلين ماثيوز على موقع IMDb (الإنجليزية)
- ماري إيلين ماثيوز على موقع قاعدة بيانات برودواي على الإنترنت (الإنجليزية)
- ماري إيلين ماثيوز على موقع ديسكوغز (الإنجليزية)